# 田中雅美
田中雅美（日语：／ Tanaka Masami，1979年1月5日—），日本女子游泳运动员。她在2000年夏季奥林匹克运动会中，参加了女子4x100米混合泳接力比赛并获得团体铜牌。除此之外，她还曾在香港举办的1999年世界短道游泳錦標賽上获得女子50米、100米和200米蛙泳的金牌。